# Черняны (Брестская область)

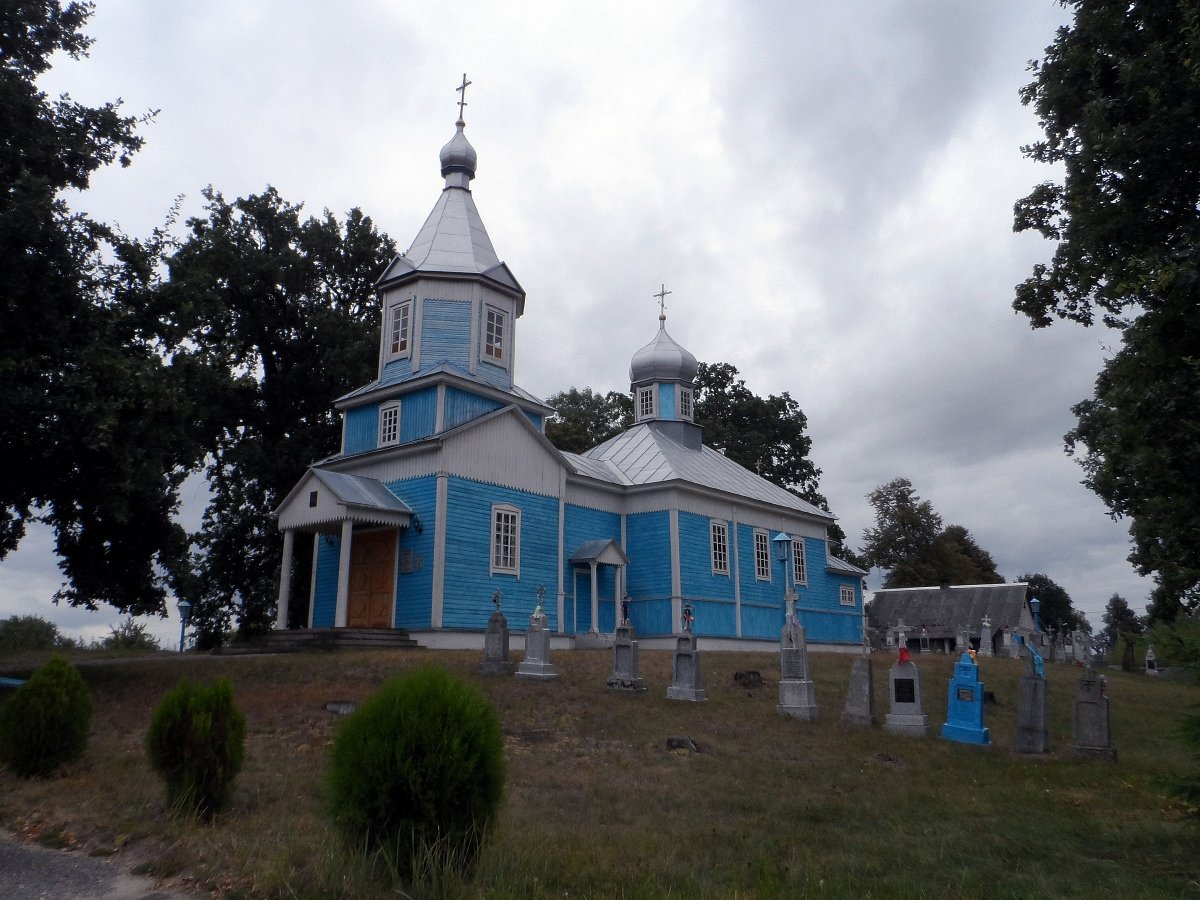
Свято-Пречистенская церковь

Черняны (бел. Чарняны) — агрогородок на крайнем юго-западе Беларуси, в Малоритском районе Брестской области. Административный центр Чернянского сельсовета. Население — 511 человек (2019).

## География
Черняны находятся в 23 км к северо-востоку от города Малорита и в 37 км к юго-востоку от центра Бреста. В 15 км к юго-востоку проходит граница с Украиной. Местность принадлежит к бассейну Западного Буга, село стоит на левом берегу небольшой речки Осиповка (приток Мухавца). Через Черняны проходит автомагистраль М12 (Кобрин — граница с Украиной), ещё одна дорога ведёт из Чернян в деревню Доропеевичи и далее в Новосёлки.

## Культура
- Дом культуры
- Музей ГУО "Чернянская средняя школа"

## Достопримечательности
- Православная Спасо-Пречистенская церковь (1871) —  Историко-культурная ценность Республики Беларусь, шифр 113Г000527. Построена из дерева в конце XIX века. Церковь — памятник деревянного зодчества[2].
- Могила жертв фашизма —  Историко-культурная ценность Республики Беларусь, шифр 113Д000526
- Памятник землякам, погибшим в Великой Отечественной войне[2].

Оба объекта включены в Государственный список историко-культурных ценностей Республики Беларусь.